# Ulla bar Jischmael
Ulla bar Jischmael (auch Ulla bar Ismael, im babylonischen Talmud Ulla ohne Vatersnennung) war ein hoch angesehener Amoräer der 3. Generation in Babylonien und lebte und wirkte Ende des dritten / Anfang des vierten nachchristlichen Jahrhunderts.
Er siedelte aus Palästina nach Babylonien über, wo er in intensivem Kontakt zu Rab Jehuda bar Jechezqel in Pumbedita und zu Rab Nachman bar Jakob in Mahuza stand, kehrte jedoch wiederholt zu Besuch in seine Heimat zurück.
Ulla starb in Babylonien, wurde aber nach Palästina überführt.
Er gehört zu den in der Gemara am häufigsten genannten Amoräern.
An haggadischen Sprüchen ist von ihm unter anderem überliefert: „Seit der Zerstörung des Heiligtums hat Gott bloß die vier Ellen der Halacha.“ (bab. Berachot 8 a).